# Körper in Flammen
Körper in Flammen ist eine spanische Thriller-Miniserie, die von Laura Sarmiento für Netflix erschaffen wurde. Sie wurde von Arcadia Motion Pictures produziert.  Die aus der Erfolgsserie Haus des Geldes bekannte Schauspielerin Úrsula Corberó spielt die Hauptrolle, an ihrer Seite sind Quim Gutiérrez, José Manuel Poga, Isak Ferriz und Eva Llorach zu sehen. Die Handlung der Serie beruht lose auf einem tatsächlichen Kriminalfall, nämlich auf dem  Mord an einem Mitglied der Guardia Urbana de Barcelona namens Pedro Rodriguez, dessen verkohlte Leiche am 4. Mai 2017 in einem ausgebrannten Auto in der Nähe des Stausees des Flusses Foix entdeckt worden war. Die Premiere auf Netflix fand am 8. September 2023 statt.

## Handlung
An einem Stausee unweit von Barcelona wird in einem Auto die verbrannte Leiche des Polizisten Pedro (José Manuel Poga) gefunden. Die Untersuchung des Todesfalls deckt ein Netzwerk aus toxischen Beziehungen, Täuschung, Gewalt und sexuellen Skandalen auf, an dem Pedro und zwei seiner Polizeikollegen beteiligt sind: seine Partnerin Rosa (Úrsula Corberó) und ihr Ex-Freund Albert (Quim Gutiérrez).

## Besetzung

### Hauptfiguren
- Úrsula Corberó als Rosa Peral
- Quim Gutiérrez als Albert López
- José Manuel Poga als Pedro Rodríguez
- Isak Ferriz als Javier „Javi“ Guerrero
- Eva Llorach als Ester Varona

### Nebenrollen
- Pep Tosar als Juan
- Mamen Duch als Rosamari
- Guiomar Caiado als Sofía Guerrero Peral
- Alfons Nieto als Juan José „Juanjo“ Nera Rius (Episode 1 – Episode 7)
- Quim Ávila als Álex (Episode 1 – Episode 7)
- Sergi Cervera als Néstor (Episode 1; Episode 3 – Episode 5; Episode 7 – Episode 8)
- Pep Ambròs als Eduard
- Aina Clotet als Silvia (Folge 1; Folge 3 – Folge 5; Folge 7 – Folge 8)
- Júlia Truyol als Almudena „Almu“ (Episode 1 – Episode 3; Episode 5; Episode 7)
- Aleida Torrent als Vane (Episode 1; Episode 3; Episode 5; Episode 7)
- Bruno Sevilla als Álvaro (Folge 1 – Folge 2; Folge 5 – Folge 8)
- Meritxell Calvo als Carmen (Folge 1 – Folge 2; Folge 5 – Folge 7)
- Óscar Dorta als Alfonso (Episode 2; Episode 5 – Episode 6)
- Iván Morales als Gerard (Episode 5 – Episode 8)
- Anna Moliner als Montse (Episode 6 – Episode 8)
- David Bagés als Tomás (Episode 6 – Episode 8)

## Episodenliste
| Nr. | Deutscher Titel | Originaltitel     | Zusammenfassung | Erstausstrahlung | Regie             | Drehbuch                             |
| --- | --------------- | ----------------- | --- | ---------------- | ----------------- | ------------------------------------ |
| 1   | Der Stausee     | El pantano        | Die Polizistin Rosa Peral erhält mitten in einem bitteren Sorgerechtsstreits um ihre Tochter die Nachricht, dass die Leiche ihres Partners in einem ausgebrannten Auto gefunden wurde.   | 8. Sep. 2023     | Jorge Torregrossa | Laura Sarmiento                      |
| 2   | Die zwei Rosas  | Dos Rosas         | Rosa ist von der Schuld ihres Ex-Partners Javi überzeugt. Die Ermittlungen deuten jedoch auf einen anderen Tathergang hin und liefern aufschlussreiche Einblicke in Rosas Vergangenheit. | 8. Sep. 2023     | Jorge Torregrossa | Laura Sarmiento                      |
| 3   | Der Sturz       | La caída          | Die Affäre zwischen Albert und Rosa wird von der Polizei aufgedeckt. Rosa bemüht sich um Schadensbegrenzung.                                                                             | 8. Sep. 2023     | Jorge Torregrossa | Laura Sarmiento und Eduard Solà      |
| 4   | Weihnachten     | Navidad           | Es taucht eine weitere Figur auf, die aus der Dreiecksbeziehung eine Vierecksbeziehung macht. Zudem kommen weitere Details ans Licht.                                                    | 8. Sep. 2023     | Laura Mañá        | Laura Sarmiento und Eduard Solà      |
| 5   | Liebe           | El amor           | Die Beziehung zwischen Pedro und Rosa scheint alles andere als harmonisch gewesen zu sein. Die Ermittlungen der Polizei schreiten voran und bringen neue Hinweise ans Tageslicht.        | 8. Sep. 2023     | Laura Mañá        | Laura Sarmiento und José Luis Martín |
| 6   | Das Unmögliche  | Lo imposible      | Die Medien stürzen sich aufgrund der Festnahme auf Rosa. Außerdem wird ein früherer Vorfall zwischen Pedro und Javi aufgedeckt.                                                          | 8. Sep. 2023     | Laura Mañá        | Laura Sarmiento                      |
| 7   | Auge in Auge    | Frente a frente   | Der Prozess beginnt. Die Staatsanwaltschaft prüft einige neue Beweise und Zeugenaussagen. Javi wird für ein Fernsehinterview angefragt.                                                  | 8. Sep. 2023     | Jorge Torregrossa | Laura Sarmiento und Carlos López     |
| 8   | 1. Mai 2017     | 1 de mayo de 2017 | Der Prozess neigt sich dem Ende entgegen. Die letzten Stunden von Pedro können nun rekonstruiert werden. Die Geschworenen sind somit in der Lage, ein Urteil zu fällen.                  | 8. Sep. 2023     | Laura Mañá        | Laura Sarmiento                      |

## Produktion
Im Juli 2022 gaben Netflix und Arcadia Motion Pictures bekannt, dass sie eine noch unbetitelte Serie über ein in Spanien recht bekanntes Verbrechen der Stadtpolizei entwickeln würden, die von Laura Sarmiento geschrieben und von Jorge Torregrossa und Laura Mañá inszeniert werden würde. Zwei Monate später wurde der Titel der Serie publik, außerdem wurde bekanntgegeben, dass Úrsula Corberó die Hauptrolle übernehmen würde. Die Dreharbeiten zur Serie begannen am 19. September 2022 in Barcelona und endete im Februar 2023.
Im Juli 2023 veröffentlichte Netflix einen Kurztrailer zur Serie und kündigte an, dass sie am 8. September 2023 auf seiner Plattform Premiere haben würde. Am 22. August 2023 veröffentlichte Netflix den vollständigen Trailer zur Serie.

## Kritiken
„Acht Folgen à 45 bis 50 Minuten hätte es nicht unbedingt gebraucht. Zwar ist es schon irgendwie löblich, wenn versucht wird, aus Rosa mehr als das zu machen, was man in den Medien und in der Öffentlichkeit von ihr sehen wollte. So richtig komplex wird die Figurenzeichnung hier aber auch nicht, zumindest nicht komplex genug, um diese Laufzeit zu rechtfertigen. Insgesamt zieht sich Körper in Flammen immer mal wieder. Reinschauen kann man schon, gerade wenn man Spaß daran hat, wie sich Menschen gegenseitig oft grundlos das Leben zur Hölle macht. Wer hingegen eine klassische True-Crime-Geschichte anschauen möchte, kommt woanders mehr auf seine Kosten.“